# Hermann Göring als Namensgeber von Straßen und Plätzen
Hermann Göring war während der Zeit des Nationalsozialismus ein häufiger Namensgeber von Straßen und Plätzen im Gebiet des damaligen Deutschen Reichs sowie in besetzten Gebieten. Die Liste ist unvollständig.

## Hermann-Göring-Straße
- Berlin: Ebertstraße
- Düsseldorf: Benrather Straße
- Gladbeck: Kaiserstraße (heute Horster Straße)[1]
- Kalisz: Al. Wolności[2]
- München: 
  - Aubing-Lochhausen-Langwied: Liebensteinstraße[3]
  - Obermenzing: Döbereinerstraße[4]
- Nörvenich: Straßenzug Bahnhofstraße, Marktplatz, Burgstraße, Am Kreuzberg
- Northeim: Harztor[5]
- Remscheid-Lennep: Kölner Straße[6]
- Rheinhausen (Niederrhein): Bahnhofstraße, heute Friedrich-Ebert-Straße
- Swinemünde: Lindenstrasse, heute ul. Armii Krajowej
- Gerasdorf bei Wien: ungeklärt[7]
- Zwickau: Darwinstraße (1933–1945 in Oberplanitz)[8]

## Göringstraße
- Rosenheim: Heilig-Geist-Straße[9]

## Hermann-Göring-Platz
- Karlsruhe: Gottesauer Platz[10]
- Mulhouse: Place de la republique
- Wien: Rooseveltplatz[11]

## Weitere ähnliche Benennungen
- Berge (Forst (Lausitz)): Hermann-Göring-Damm, zerstört
- Breslau:  Hermann Goering Sportfeld, Olympiastadion Breslau, heute Stadion Olimpijski und ein Campingplatz
- Düren: 1947 wurde der bisherige Lendersdorfer Weg, später Hermann-Göring-Damm, in Dr.-Overhues-Allee umbenannt.
- Trier: Hermann-Göring-Stadion, Moselstadion
- Neuwied und Weißenthurm, Hermann-Göring-Brücke. Raiffeisenbrücke
- Lebenstedt: Hermann-Göring-Stadt